# Bill Dinwiddie
William E. "Bill" Dinwiddie (Muncie, Indiana, 15 de julio de 1943) es un exjugador de baloncesto estadounidense que disputó cuatro temporadas en la NBA. Con 2,01 metros de estatura, jugaba en la posición de alero.

## Trayectoria deportiva

### Universidad
Su carrera universitaria transcurrió con los Cowboys de la Universidad de New Mexico Highlands de la División II de la NCAA, siendo el único jugador salido de sus aulas en llegar a ser profesional en la NBA.

### Profesional
Comenzó su andadura profesional fichando por los Cincinnati Royals en 1967, donde en su primera temporada, actuando como suplente de Jerry Lucas, promedió 5,1 puntos y 3,5 rebotes por partido.
Tras una temporada más en el equipo, al año siguiente fue traspasado a Boston Celtics a cambio de los derechos sobre Bob Cousy, quien se encontraba retirado hacía 6 temporadas, pero que volvió a las canchas con 41 años, ejerciendo como jugador-entrenador en 7 partidos. Por su parte, Dinwiddie jugó una temporada en los Celtics, promediando 4,9 puntos y 3,4 rebotes por partido.
En 1971 fue traspasado a Milwaukee Bucks a cambio de una futura sexta ronda del Draft, pero solo llegó a jugar 23 partidos en los que anotó 37 puntos, antes de ser despedido en el mes de diciembre.

## Estadísticas de su carrera en la NBA

### Temporada regular
| Temporada | Edad | Equipo            | Liga | P   | TIT | MIN  | TC  | TCA | %TC  | 3P | 3PA | %3P | TL  | TLA | %TL  | R.OF. | R.DEF. | REB | ASIS | ROB | TAP | PER | FP  | PTS |
| 1967-68   | 24   | Cincinnati Royals | NBA  | 67  |     | 13.0 | 2.1 | 5.3 | .394 |    |     |     | 0.9 | 1.5 | .608 |       |        | 3.5 | 0.5  |     |     |     | 1.8 | 5.1 |
| 1968-69   | 25   | Cincinnati Royals | NBA  | 69  |     | 14.9 | 1.8 | 5.1 | .352 |    |     |     | 0.7 | 1.3 | .517 |       |        | 3.5 | 0.8  |     |     |     | 2.1 | 4.2 |
| 1970-71   | 27   | Boston Celtics    | NBA  | 61  |     | 11.8 | 2.0 | 5.4 | .375 |    |     |     | 0.9 | 1.2 | .730 |       |        | 3.4 | 0.6  |     |     |     | 1.5 | 4.9 |
| 1971-72   | 28   | Milwaukee Bucks   | NBA  | 23  |     | 6.3  | 0.7 | 2.5 | .281 |    |     |     | 0.2 | 0.4 | .556 |       |        | 1.4 | 0.4  |     |     |     | 1.0 | 1.6 |
| Total     |      |                   | NBA  | 220 |     | 12.5 | 1.8 | 5.0 | .369 |    |     |     | 0.8 | 1.2 | .610 |       |        | 3.3 | 0.6  |     |     |     | 1.7 | 4.4 |